# صموئيل كيرشفال
صموئيل كيرشفال (بالإنجليزية: Samuel Kercheval)‏ هو مؤرخ أمريكي، ولد في 1 مارس 1767 في مقاطعة فريدريك في الولايات المتحدة، وتوفي في 14 نوفمبر 1845 في ميدلتاون في الولايات المتحدة.